# Poppo I de Carniola
Poppo I (de asemenea, Boppo) (d. 13 iulie 1044) a fost margraf de Istria începând din 1012 și de Carniola de la 1040 până la moarte.
Poppo aparținea familiei conților de Weimar, din landgrafatul imperial de Thuringia. Tatăl său fusese fie contele Wilhelm al II-lea, fie Wilhelm al III-lea de Weimar, iar mama sa se numea probabil Oda, fiind fiica margrafului Thietmar al Saxoniei răsăritene. 
El a fost căsătorit cu Hadamut, fiică a contelui Weriand, care primise extinse moșii în Friuli și în Istria, pe atunci parte componentă a Ducatului de Carintia, din mâinile împăratului Otto al III-lea. Astfel, Poppo a moștenit drepturi asupra peninsulei Istria și a început să utilizeze titulatura de margraf. După ce Împăratul Henric al III-lea a moștenit Carintia, a înființat în 1040 mărcile Istriei și Carniolei. Dat fiind că mama soției sale avea legături matrimoniale cu conții bavarezi de Ebersberg, care dețineau posesiuni în Carniola, Poppo a fost de asemenea numit și ca margraf de Carniola.
Hadamut i-a dăruit lui Poppo un fiu, Ulric I, care i-a succedat din 1045.